# 470er
Portal Geschichte | Portal Biografien | Aktuelle Ereignisse | Jahreskalender | Tagesartikel

◄ |
4. Jh. |
5. Jahrhundert
| 6. Jh. | ►

◄ |
440er |
450er |
460er |
470er
| 480er | 490er | 500er | ►

470 |
471 |
472 |
473 |
474 |
475 |
476 |
477 |
478 |
479

## Ereignisse
- 470: Odoaker wird zum Führer der germanischen Hilfstruppen Westroms ernannt.
- 472: Als sich die Beziehungen zwischen dem weströmischen Kaiser Anthemius und dem starken Mann des Reichs, Heerführer Ricimer, verschlechtern, setzt letzterer Anthemius ab und proklamiert Olybrius zum neuen Kaiser.
- ca. 3. März 473: Glycerius wird als Nachfolger von Olybrius römischer Kaiser. Auch Glycerius wird von Ostrom nicht als Kaiser anerkannt, das Julius Nepos favorisiert.
- Juni 474: Glycerius dankt als weströmischer Kaiser ab und wird von seinem Nachfolger, Julius Nepos, nach Illyrien verbannt und dort zum Bischof von Salona gemacht.
- 474: Theoderich der Große wird König der Ostgoten in Pannonien als Nachfolger seines Vaters Thiudimir.
- 31. Oktober 475: Romulus Augustulus wird von den Truppen auf Betreiben seines Vaters Orestes zum letzten weströmischen Kaiser ausgerufen.
- 475: Die Zeus-Statue des Phidias, eines der Sieben Weltwunder, wird in Konstantinopel bei einem Brand zerstört.
- 475/476: Im Westgotenreich wird der Codex Euricianus aufgezeichnet, ein Volksrecht in lateinischer Sprache, das die Rechtsverhältnisse sowohl der Germanen als auch der Romanen im Land regelt.
- 23. August 476: Absetzung des letzten weströmischen Kaisers Romulus Augustulus durch den germanischen Heerführer Odoaker – faktisch ein Militärputsch. Romulus Augustulus wird in Neapel eingekerkert, sein Vater Orestes wird bei Piacenza gefangen genommen und hingerichtet. Odoaker wird König der Germanen in Italien und erhält durch die kaiserliche Regierung in Konstantinopel die formale Anerkennung als kaiserlicher Statthalter. Ende des Weströmischen Reiches.